# Район Байдібека
Район Байдібе́ка (каз. Бәйдібек ауданы, рос. Район Байдибека) — адміністративна одиниця у складі Туркестанської області Казахстану. Адміністративний центр — село Шаян.

## Історія
Утворений 1928 року як Чаянівський, 1930 року був ліквідований. Відновлений 1933 року, 1963 року знову ліквідований. Відновлений 1964 року як Алгабаський, 1996 року отримав сучасну назву.

## Населення
Населення — 48296 осіб (2021; 53004 у 2009, 50508 у 1999, 52635 у 1989).
Національний склад (станом на 2016 рік):
- казахи — 53327 осіб (96,47 %)
- курди — 1493 особи
- перси — 159 осіб
- росіяни — 110 осіб
- узбеки — 36 осіб
- азербайджанці — 31 особа
- чеченці — 31 особа
- татари — 26 осіб
- уйгури — 13 осіб
- башкири — 12 осіб
- таджики — 6 осіб
- турки — 5 осіб
- корейці — 4 особи
- киргизи — 4 особи
- німці — 3 особи
- українці — 1 особа
- інші — 18 осіб

## Склад
До складу району входять 11 сільських округів:
| Поселення                     | Площа, км² | Населення, осіб (1989) | Населення, осіб (1999) | Населення, осіб (2009) | Населення, осіб (2021) | Центр    | Населені пункти |
| ----------------------------- | ---------- | ---------------------- | ---------------------- | ---------------------- | ---------------------- | -------- | --------------- |
| Агибетський сільський округ   | 527,98     | 2440                   | 2603                   | 2855                   | 2239                   | Агибет   | 4               |
| Акбастауський сільський округ | 464,31     | 4207                   | 4769                   | 5045                   | 4196                   | Акбастау | 4               |
| Алгабаський сільський округ   | 848,46     | 4919                   | 4567                   | 4695                   | 4140                   | Шакпак   | 4               |
| Алмалинський сільський округ  | 426,71     | 4747                   | 2757                   | 3145                   | 2384                   | Алмали   | 4               |
| Боралдайський сільський округ | 1448,93    | 9114                   | 10114                  | 10412                  | 9335                   | Боралдай | 11              |
| Борлисайський сільський округ | 358,89     | 2644                   | 2588                   | 2815                   | 2330                   | Актас    | 4               |
| Бугунський сільський округ    | 724,63     | 5479                   | 5186                   | 5221                   | 4531                   | Шалдар   | 4               |
| Жамбильський сільський округ  | 926,40     | 4245                   | 3346                   | 3056                   | 3038                   | Жамбил   | 5               |
| Коктерецький сільський округ  | 356,50     | 2766                   | 2704                   | 2781                   | 2357                   | Бірлік   | 3               |
| Минбулацький сільський округ  | 1123,49    | 4064                   | 4111                   | 4469                   | 3932                   | Минбулак | 7               |
| Шаянський сільський округ     | 25,31      | 8010                   | 7763                   | 8510                   | 9814                   | Шаян     | 1               |

## Найбільші населені пункти
Населені пункти з чисельністю населення понад 1000 осіб:
| №  | Населений пункт | Населення, осіб (1989) | Населення, осіб (1999) | Населення, осіб (2009) | Населення, осіб (2021) |
| -- | --------------- | ---------------------- | ---------------------- | ---------------------- | ---------------------- |
| 1  | Шаян            | 8010                   | 7763                   | 8510                   | 9814                   |
| 2  | Акбастау        | 2711                   | 3134                   | 3300                   | 2666                   |
| 3  | Боралдай        | 3021                   | 2903                   | 2967                   | 2598                   |
| 4  | Шакпак          | 3073                   | 2633                   | 2660                   | 2326                   |
| 5  | Шалдар          | 1910                   | 1465                   | 1307                   | 2212                   |
| 6  | Минбулак        | 1853                   | 1523                   | 1784                   | 1631                   |
| 7  | Кенестобе       | 1928                   | 1765                   | 1777                   | 1447                   |
| 8  | Жамбил          | 1896                   | 1647                   | 1444                   | 1539                   |
| 9  | Байдібек        | 909                    | 1282                   | 1638                   | 1333                   |
| 10 | Агибет          | 1131                   | 1061                   | 1244                   | 1053                   |